# さきちゃん
さきちゃんは、チューリップテレビ（TUT）のマスコットキャラクターである。

## 概要
- キャラクターは、チューリップの球根を擬人化しており、さきちゃんは花が咲いている。
- 2000年2月27日に初登場で、番宣番組の「さきちゃんTV」「さいたろうくんTV」にアニメーションで登場している。
- 愛称はさいたろうくんと共に、応募総数3,937通の中から選ばれた[1]。
- ハッピータイムにアニメーションで登場している。
- 富山県内向け天気予報のコーナーに登場することがある。

## 関連番組
- さきちゃんTV
- ハッピータイム

など